# Euparthenos osiris
Euparthenos osiris là một loài bướm đêm trong họ Erebidae.